# Maʻilikākahi

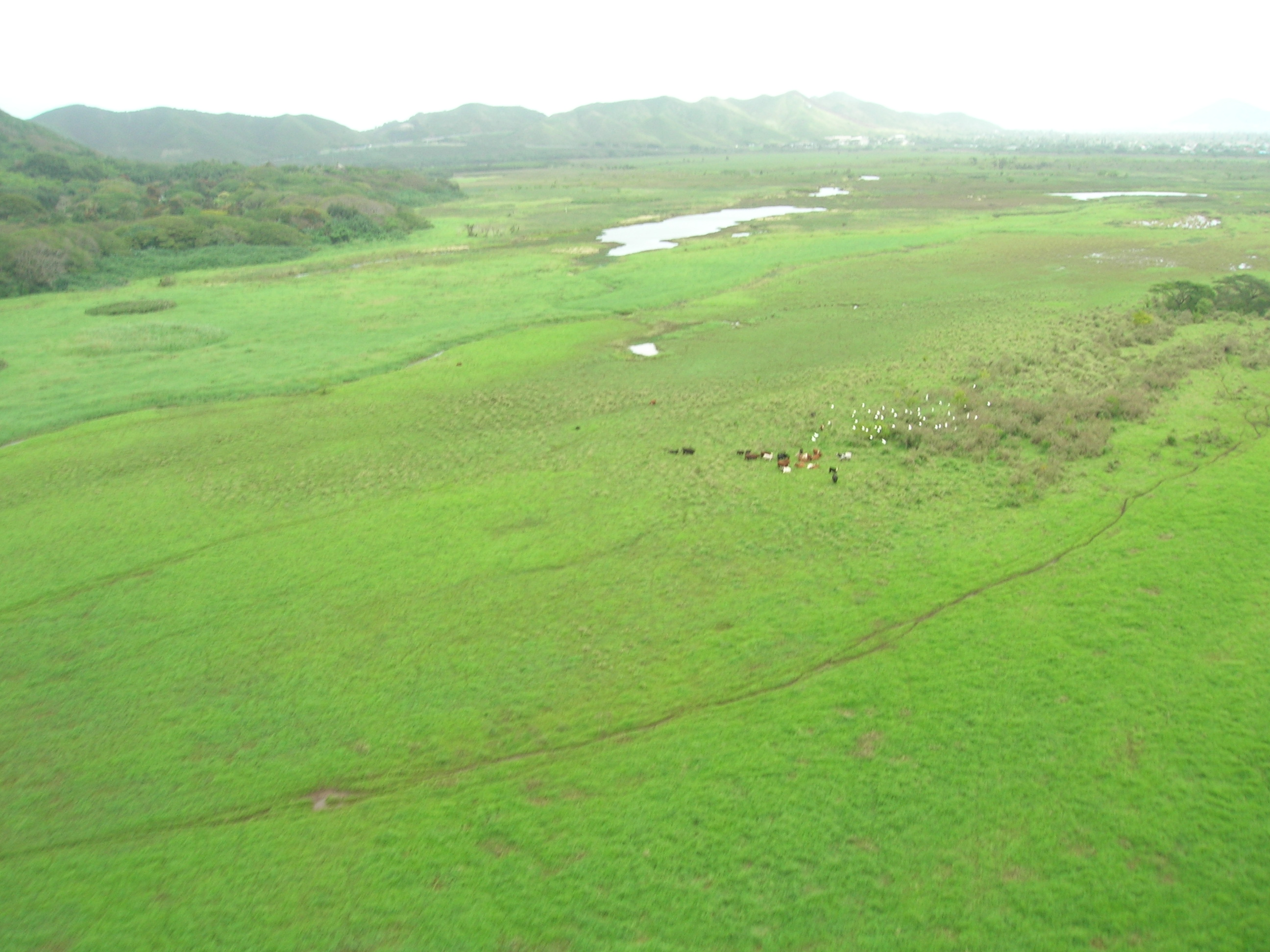
Oahu, l'Ile de Maʻilikākahi

Maʻilikākahi (Maʻilikukahi) était le roi d'Oahu,. Il est mentionné dans les vieilles légendes. Les parents de Maʻilikākahi étaient le noble Kukahiaililani et sa femme Kokalola. Maʻilikākahi était un descendant de Maelo de Kona.
Maʻilikākahi a succédé à son cousin, Haka d'Oahu, et a subdivisé la terre en nombreux ahupuaʻa. Il avait beaucoup de rivaux.
La femme de Maʻilikākahi était Kanepukoa, et leur fils était Kālonanui, le père de Kālonaiki et de Kalamakua.